# Kabel (lettertype)
Kabel is een geometrisch schreefloos lettertype ontworpen door de Duitse letterontwerper Rudolf Koch, en uitgegeven in 1927 door de letteruitgeverij Gebroeders Klingspor. Het lettertype is vernoemd ter ere van de reeds in 1866 opgeleverde Trans-Atlantische telegraafkabel. Tegenwoordig is de letteruitgeverij Elsner+Flake de houder van de licentie van Kabel.

## Eigenschappen
Net als tijdgenoot Futura vertoont Kabel invloeden van twee vroegere geometrische lettertypen van Jakob Erbar: Feder Schrift uit 1919 en Erbar uit 1922. De stokbreedtes van de letters zijn meer variabel dan bij andere geometrische lettertypen, en de uiteinden van de stokken zijn afgeschuind onder een hoek van acht graden. Dit heeft als effect dat letters niet allemaal op de regel staan, maar een beetje erdoorheen zakken, en maakt het daardoor wat 'speelser' en minder statisch dan Futura. De hoofdletters zijn wijder en vertonen gelijkenis met Romeinse kapitalen van inscripties. De hoofdletter 'W' is meer gespreid. De kleine letters 'a', 'e' en 'g' vertonen een invloed van Karolingisch schrift.

## Uitgaves
In 1975 maakte Victor Caruso voor International Typeface Corporation, en gelicenseerd bij letteruitgeverij D. Stempel AG een revival van Kabel met een voor ITC gewoonlijk grotere x-hoogte en meerdere zwaartes van Book  tot Ultra.

## Toepassing
- MTV gebruikte een geschaduwde Kabel letter voor de titels en aftiteling van muziekvideo's.
- NBC Sports gebruikte dezelfde zwaarte Kabel in 1985-1988.
- In de film Yellow Submarine komt het lettertype uitbundig voor in songteksten en aftiteling.
- Kabel is gebruikt in het populaire bordspel Monopoly.
- De Linux desktop KDE gebruikt Kabel in het logo en verwante graphics.